# Guy Costa
Guy Costa (* 22. Februar 1964) ist ein ehemaliger Radrennfahrer aus Trinidad und Tobago.
Costa gewann 2004 bei den Karibikmeisterschaften auf St. Lucia die Bronzemedaille im Einzelzeitfahren. In der Saison 2006 gewann er eine Etappe beim National Sports Commission NSC Stage Race in Guyana und wurde Dritter der Gesamtwertung. Bei der Tour de Café gewann er ebenfalls ein Teilstück und konnte auch die Gesamtwertung für sich entscheiden. Im Jahr darauf wurde er Zweiter der nationalen Meisterschaft im Straßenrennen und gewann die Gesamtwertung des National Sports Commission NSC Stage Race. Bei der Tour de Café gewann er erneut eine Etappe und die Gesamtwertung und er entschied die Gesamtwertung beim Independence Day Classic für sich. 2011 wurde er nationaler Meister im Kriterium und Vize-Meister im Einzelzeitfahren. Im Alter von 58 Jahren wurde er Fünfter  der nationalen Zeitfahrmeisterschaften.